# Sí o no
Sí o no fue un concurso de televisión emitido por la cadena pública española La 1 de TVE entre 1961 y 1963.

## Mecánica
A lo largo del programa, el presentador ofrece distintas posibilidades de premio al concursante, que debe ir descartándolos hasta quedarse con el regalo final. Esta fórmula sería incorporada diez años más tarde a la fase de subasta del célebre concurso Un, dos, tres...Responda otra vez, de Narciso Ibáñez Serrador.